# Aznalcóllar
Aznalcóllar er en by og kommune i det sydlige Spanien i provinsen Sevilla. Den har et indbyggertal på 6.079 (2024) indbyggere.